# 埃马努埃尔·勒夫勒
埃马努埃尔·勒夫勒（捷克語：Emanuel Löffler，1901年12月29日—1986年8月5日），捷克斯洛伐克男子竞技体操运动员。他曾代表捷克斯洛伐克获得1928年夏季奥运会体操比赛男子跳马、团体全能银牌和吊环铜牌。